# Riccia donnellii
Riccia donnellii là một loài rêu trong họ Ricciaceae. Loài này được Austin mô tả khoa học đầu tiên.